# Aldo Donadello
Aldo Donadello, né le 19 avril 1953 à Marostica (Vénétie), est un coureur cycliste italien, professionnel de 1976 à 1983.

## Palmarès
- 1974
  - Astico-Brenta
- 1975
  - Astico-Brenta
  - 4e étape du Tour de la Vallée d'Aoste
  - 2e du Gran Premio Somma

## Résultats sur les grands tours

### Tour de France
1 participation
- 1979 : abandon (17e étape)

### Tour d'Italie
6 participations
- 1977 : 38e
- 1978 : 33e
- 1979 : 43e
- 1980 : 36e
- 1981 : 84e
- 1982 : 57e